# 澄川伸一
澄川 伸一（すみかわ しんいち、1962年 - ）は、日本のプロダクトデザイナー。大阪芸術大学デザイン学科教授。澄川伸一デザイン事務所代表。

## 来歴
東京都新宿区に生まれる。1984年、千葉大学工学部工業意匠学科を卒業。同年よりソニーデザインセンター、ソニーアメリカデザインセンターに勤務する。1992年、澄川伸一デザイン事務所を設立する。
2016年には2016年リオデジャネイロオリンピック・パラリンピックの公式卓球台をデザインした。この卓球台には東日本大震災で被災した岩手県宮古市産の木材を利用している。
グッドデザイン賞審査員を13年間務めた。

## 作風・人物
三次元CAD/3Dプリンターをフル活用した人間工学的な曲面設計を得意とする。バックパッカーと海外勤務を含めた世界57ヶ国の滞在経験を活かした、自由奔放なデザインをてがける。「安心感」と「緊張感」を両立させるデザインを心がけている。ネガティブな要素がないデザインを貫く。
趣味はフルマラソン。サキソフォーン、ギター、ピアノの演奏もおこなう。
2018年3月18日　2018板橋Cityマラソン　3時間22分49秒
2010年7月23日　第63回富士登山競走　4時間27分08秒

## 賞歴
- 2005年：富山デザインコンペ グランプリ[3]
- 2012年 ドイツ レッド・ドット・デザイン賞 [3][4]
- 2018年 ドイツiFデザイン賞 受賞[4]

## 主な作品
- 東京2020オリンピック・パラリンピック公式卓球台[8]
- リオデジャネイロオリンピック・パラリンピック公式卓球台[5][4]
- マウンテン
  - iFデザイン賞受賞[9]
- Sagan Blue 風[10]
- ダンベル
  - ドイツレッドドット賞受賞[2]
- ハサミ〈エアロフィットシリーズ〉-コクヨ[2]
- Mamiya ZD 中判デジタル一眼レフカメラ -Mamiya[2]
  - ドイツミュンヘン機械博物館　永久展示品
  - グッドデザイン賞受賞
- AQUARIUM #003 - 製作:竹中製作所 
  - グッドデザイン賞受賞[11]
- PECON!
  - 富山プロダクトデザインコンペ95デザイン優秀賞
  - グッドデザイン賞受賞[11]
- AQUA[11]
- MELTING SEAT-試作:有限会社テイユーシー[11]
- BEACH -TOTO
  - JIDAデザインミュージアムコレクション2004選定[11]
- PALETTE
  - OZONE雑貨デザインコンペ98デザイン優秀[11]
- AM STEREO RADIO SRF-M100 -SONY[11]
- WALKMAN WM-SXF33 -SONY

- 2016-Infinity
- マウンテン
- 2012-Aluminium Dumbbell
- 2007-Mamiya ZD
- MELTING SEAT
- AIROFIT
- SRF-M100
- WM-SXF33

## 著作

### 寄稿文
- コラム「澄川伸一のデザイン大冒険」『デザインニュース』234号-245号、日本デザイン産業振興会
- 「とがったモノづくり総合プロヂュース」京都工芸繊維大学、2013年3月
- 「１DCAEとデザインの融合」『日本機械学会誌』第120巻、日本機械学会、2017年7月
- 「大阪芸術大学紀要」『芸術42』、大阪芸術大学、2020年2月[12]

### 寄稿文web
- 澄川伸一の「デザイン道場」（2018年9月 - ）[13]

### 掲載
- 「オリンピックのデザイン」『美術3』光村図書出版 2019年発行
- 「デザインを支える技術」『高校生の美術3』日本文教出版 2019年発行

## 出演

### テレビ出演
- ニューデザインパラダイス [つり革] フジテレビ 2004年11月5日放送[14]
- デザインコードSP テレビ朝日 2016年9月16日放送[15]
- デザイントークスプラス #62「アシンメトリー（非対称）」NHK Eテレ 2019年1月8日放送
- デザイントークスプラス #「本能/Instinct」NHK WORLD 2019年1月3日放送

### 展覧会
- 「精緻の一滴」個展 六本木AXISギャラリー 2003年
- 「曲がるかたちの秘密」個展 蔵前 KONSENTSHOP 2010年